# Nationalpark Hoge Kempen
Der Nationalpark Hoge Kempen ist der erste und  einzige Nationalpark in Belgien. Der Nationalpark umfasst ein Gebiet von etwa 5750 Hektar im Osten der Provinz Limburg zwischen der Stadt Genk und dem Tal der Maas. Der im März 2006 eröffnete Nationalpark ist Bestandteil des Natura-2000-Netzes besonderer Schutzgebiete.
Heide und Kiefernwälder sowie einige ausgedehnte Wasserflächen prägen die Landschaft, die während der letzten Eiszeit entstand, als die Maas große Mengen von Felsen und Steinen aus den Ardennen hier ablagerte. Die bis zu 70 Meter hohe, 20 Kilometer lange Böschung überblickt das Tal der Maas. Der Menhir auf der Mechelner Heide steht im Nationalpark Hoge Kempen, westlich von Maasmechelen. 
Zu den hier heimischen Tierarten gehören der europäische Ziegenmelker, die Schlingnatter und der Geißklee-Bläuling.
Ignace Schops, Initiator des Nationalparks, wurde 2008 mit dem Goldman Environmental Prize ausgezeichnet.

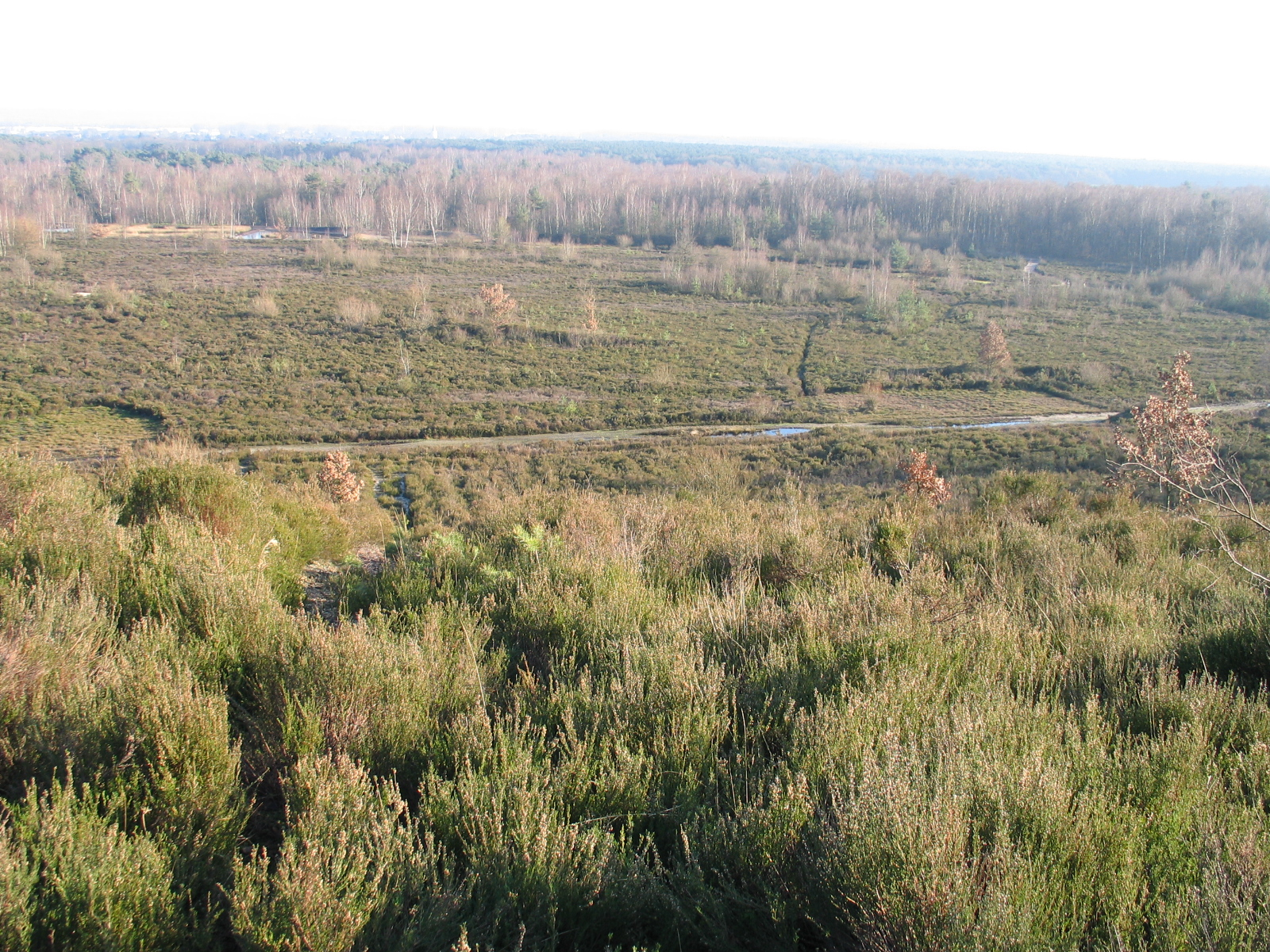
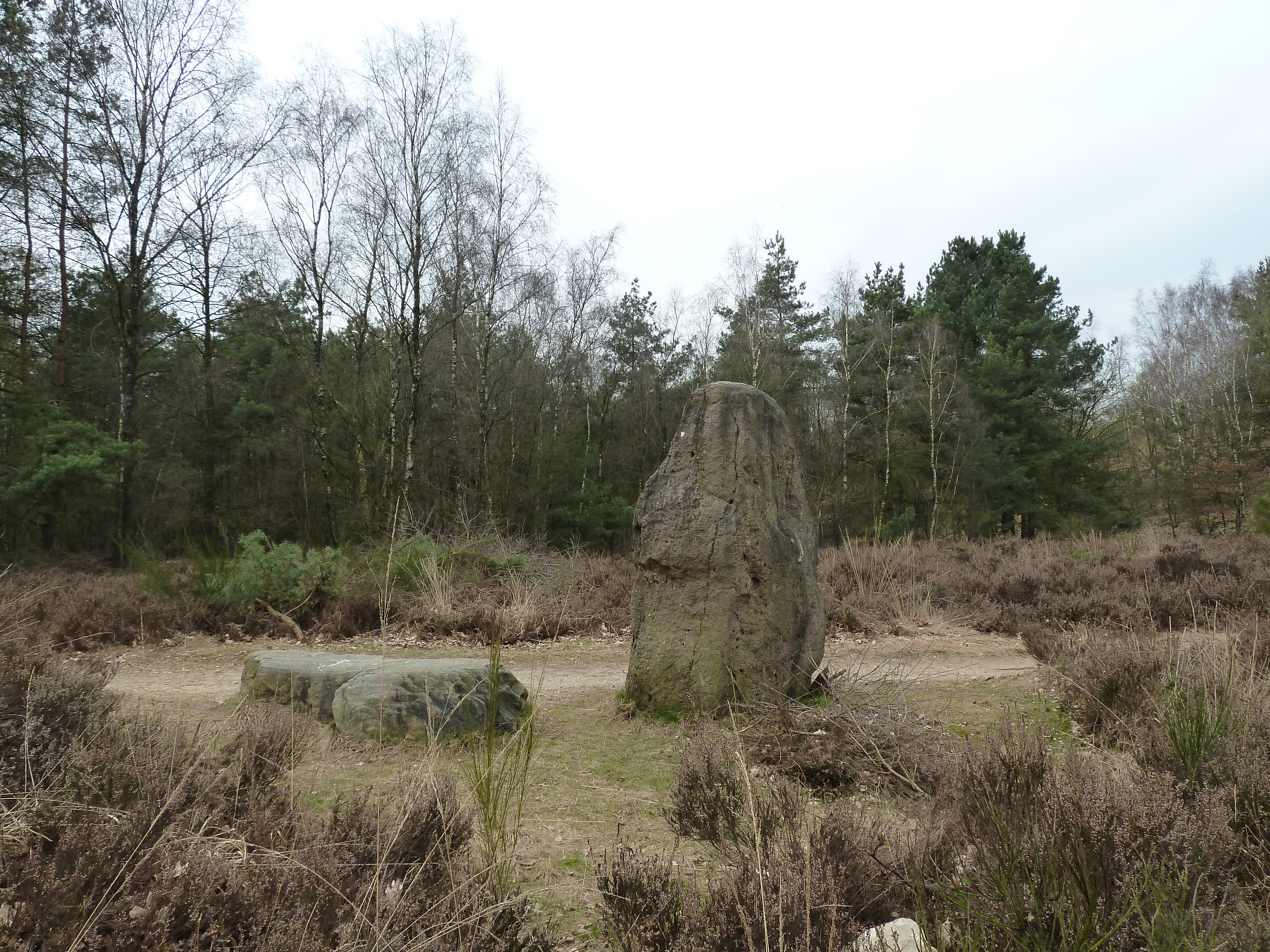
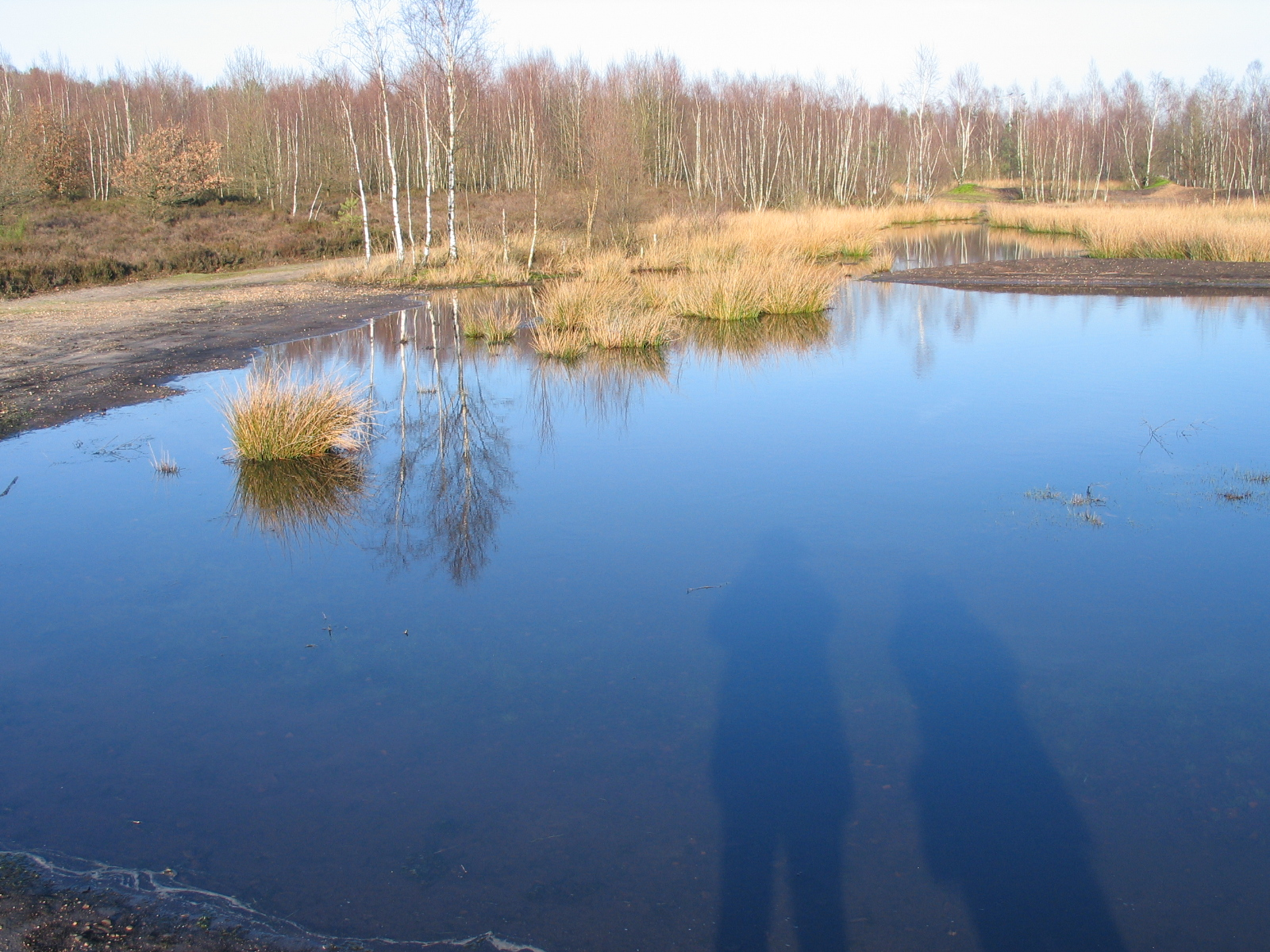